# Andreas Mies
Andreas Mies (ur. 21 sierpnia 1990 w Kolonii) – niemiecki tenisista, zwycięzca French Open 2019 i 2020 w grze podwójnej mężczyzn, reprezentant kraju w Pucharze Davisa.

## Kariera tenisowa
Karierę zawodową Niemiec rozpoczął w 2011. Podczas Wimbledonu 2018 zadebiutował w Wielkim Szlemie, w turnieju deblowym mężczyzn. Partnerował mu Kevin Krawietz i najpierw przeszli przez eliminacje. Para Krawietz–Mies odpadła w trzeciej rundzie pokonana przez Mike’a Bryana i Jacka Socka.
Wspólnie z Krawietzem w 2019 roku wygrali French Open. W trzeciej rundzie wyeliminowali Olivera Maracha i Mate Pavicia, natomiast w finale Jérémiego Chardy’ego i Fabrica Martina 6:2, 7:6(3). W 2020 roku niemieccy tenisiści obronili trofeum, w finale pokonując Mate Pavicia i Bruna Soaresa wynikiem 6:3, 7:5.
Jest zwycięzcą siedmiu turniejów o randze ATP Tour w grze podwójnej z dziewięciu rozegranych finałów.
Od roku 2019 reprezentant Niemiec w Pucharze Davisa.
W rankingu gry pojedynczej najwyżej był na 781. miejscu (14 lipca 2014), a w klasyfikacji gry podwójnej na 8. pozycji (4 listopada 2019).

### Finały w turniejach ATP Tour
| Legenda                                      |
| -------------------------------------------- |
| Wielki Szlem                                 |
| Igrzyska olimpijskie                         |
| Tennis Masters Cup / ATP Finals              |
| ATP Masters Series / ATP Tour Masters 1000   |
| ATP International Series Gold / ATP Tour 500 |
| ATP International Series / ATP Tour 250      |

#### Gra podwójna (7–2)
| Końcowy wynik | Nr | Data                 | Turniej            | Nawierzchnia  | Partner            | Przeciwnicy                            | Wynik finału         |
| ------------- | -- | -------------------- | ------------------ | ------------- | ------------------ | -------------------------------------- | -------------------- |
| Zwycięzca     | 1. | 17 lutego 2019       | Nowy Jork          | Twarda (hala) | Kevin Krawietz     | Santiago González Aisam-ul-Haq Qureshi | 6:4, 7:5             |
| Zwycięzca     | 2. | 8 czerwca 2019       | French Open, Paryż | Ceglana       | Kevin Krawietz     | Jérémy Chardy Fabrice Martin           | 6:2, 7:6(3)          |
| Zwycięzca     | 3. | 20 października 2019 | Antwerpia          | Twarda (hala) | Kevin Krawietz     | Rajeev Ram Joe Salisbury               | 7:6(1), 6:3          |
| Zwycięzca     | 4. | 10 października 2020 | French Open, Paryż | Ceglana       | Kevin Krawietz     | Mate Pavić Bruno Soares                | 6:3, 7:5             |
| Finalista     | 1. | 25 października 2020 | Kolonia            | Twarda (hala) | Kevin Krawietz     | Raven Klaasen Ben McLachlan            | 2:6, 4:6             |
| Zwycięzca     | 5. | 24 kwietnia 2022     | Barcelona          | Ceglana       | Kevin Krawietz     | Wesley Koolhof Neal Skupski            | 6:7(3), 7:6(5), 10–6 |
| Zwycięzca     | 6. | 1 maja 2022          | Monachium          | Ceglana       | Kevin Krawietz     | Rafael Matos David Vega Hernández      | 4:6, 6:4, 10–7       |
| Finalista     | 2. | 21 kwietnia 2024     | Monachium          | Ceglana       | Jan-Lennard Struff | Yuki Bhambri Albano Olivetti           | 6:7(6), 6:7(5)       |
| Zwycięzca     | 7. | 27 lipca 2024        | Kitzbühel          | Ceglana       | Alexander Erler    | Constantin Frantzen Hendrik Jebens     | 6:3, 3:6, 10–6       |